# PolyStation

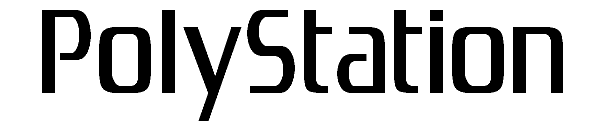
Logo PolyStation, da notare la grafica dei caratteri che riprendono fedelmente quella della PlayStation.

La PolyStation è una console per videogiochi, clone del Nintendo Entertainment System (o Famiclone), la cui forma ricorda una PlayStation della Sony, in particolare la versione PSOne.
Lo slot della cartuccia di gioco è situato sotto il coperchio che, sulla PlayStation originale, protegge il lettore CD.

## Storia
Non si sa con certezza chi abbia creato e prodotto la PolyStation; ciò che si sa è che si tratta di una console shanzhai prodotta in Cina. Il commerciante libanese-paraguaiano Ali Ahmad Zaioum avrebbe registrato il marchio e il design della console per estorcere ad altri venditori il clone. Tuttavia, è stato accusato dal tribunale paraguaiano di aver falsificato documenti e informazioni per ottenere la registrazione presso il Ministero dell'Industria e del Commercio del Paraguay.
Negli anni 2000 la console era molto popolare in molti Paesi dell'America Latina, soprattutto perché venduta a basso prezzo. Nel 2015, le PolyStation si sono rivelate popolari in alcune zone della Costa Rica.

## Varianti
Le console di PolyStation sono vendute con svariati nomi, tra cui PS-Kid, Game Player, PsMan e Play and Power. Anche sul nome PolyStation vi sono diverse varianti, come: PolyStation II, PolyStation III e Super PolyStation. Anche in questo caso, queste console assomigliano grossolanamente e visibilmente alla Playstation di casa Sony con la variante PSone e addirittura alla successiva PlayStation 2. Un'altra console prodotta recentemente con il nome PolyStation assomigliante alla PlayStation 3, venne venduta come Funstation 3.
Alcune varianti della console includono giochi Built-in senza licenza, e in alcuni casi questi giochi vengono corrotti mediante hacking; per esempio: in una versione del Super Mario Bros, il protagonista Mario è stato sostituito dal Pokémon Pikachu. Altre versioni della console che includono il PolyStation 2 e 3, sono dotate di un controller collegabile con un piccolo schermo LCD per giocarci senza l'ausilio di un televisore.

## Galleria d'immagini

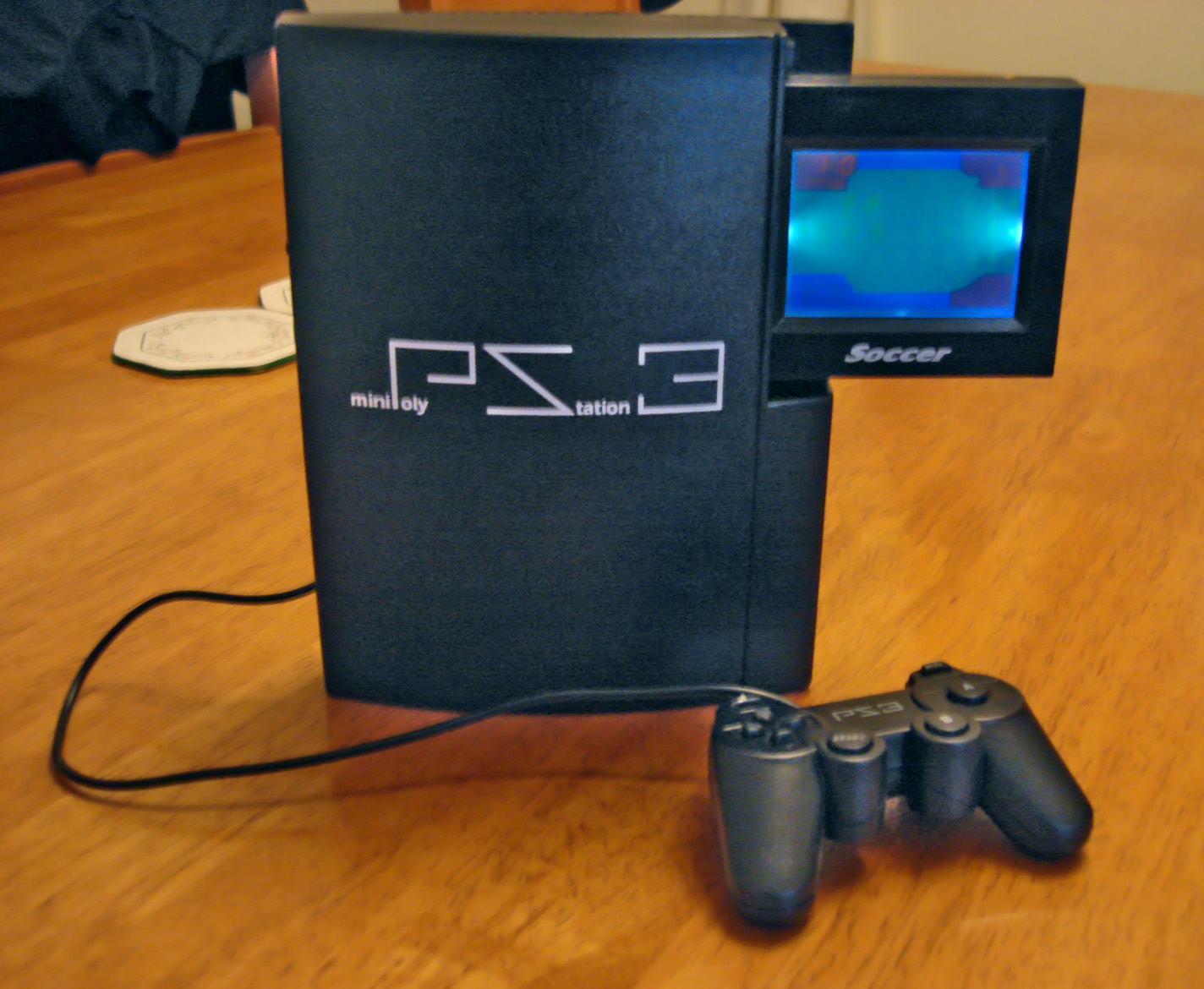
PolyStation 3 con lo schermo LCD integrato.